# Arantxa Sanchez (Tennisspielerin 1994)
Arantxa Sanchez (* 5. April 1994) ist eine ehemalige kolumbianische Tennisspielerin. Sie war von 2011 bis 2019 auf der ITF Tour aktiv, konnte dort aber keine Turniere gewinnen.